# Jocelyne (énekes)
Jocelyne (születési nevén Jocelyne Esther Journo (Tunisz, 1951. augusztus 14. – 1972. június 25.) francia énekesnő, aki rövid élete dacára beírta a nevét a francia könnyűzene történetébe, a yé-yé irányzat egyik kedvelt képviselőjeként.

## Pályája
Jocelyne alig múlt tízéves, amikor berobbant a francia könnyűzenei életbe: mindössze 12 és fél esztendős volt, amikor megjelent első lemeze, 1964 februárjában. A zenekedvelők azonnal felfigyeltek rá, elsősorban kitűnő ritmusérzéke és jellegzetes hangja miatt, amiért már abban az időben elkezdték Brenda Leehez hasonlítani, aki akkoriban már befutott sztár volt Amerikában. Ugyan ebben az évben a L´Olympia  színpadon szerepelt Dalida és sok sztár mellett. [A Jukebox magazin 2002 júniusi számában megjelent visszaemlékezés szerint először a Salut les copains rádióműsorban nevezték «a francia Brenda Lee»-nek, amit aztán rengetegen átvettek tőlük.]
Az igazi siker a második lemezével érkezett el a számára, néhány hónappal az első lemezt követően, 1964 júniusában, amelyen valóban elénekelt két Brenda Lee-slágert is, francia szöveggel (Lonely Lonely Lonely Me, franciául Le dimanche et le jeudi, illetve a Heart In Hand, franciául J'ai changé de pays). A következő két évben négy további lemeze jelent meg Franciaországban, tovább növelve népszerűségét.
1968-ban lemezszerződést kapott Kanadában Québecben, ezért átköltözött a tengerentúlra. Eközben azonban Franciaországban elkezdtek elfeledkezni róla, így amikor 1970-ben visszatért, újból meg kellett hódítania a közönséget. Karrierjének kibontakoztatására azonban már nem jutott ideje: 1972. június 25-én tragikus hirtelenséggel elhunyt egy motorbalesetben (ekkor még a 21. életévét sem töltötte be). Épp ebben az időszakban rögzítette lemezre a My Way című közismert dal egy nagyon eredeti változatát (Jean-Claude Vannier feldolgozásában, Michel Bernard zenei rendezésében), illetve Alain Bashung és Michel Bernard Qui la nuit című számát. Ez a két dal szerepelt az utolsó kislemezén, ami már pusztumusz jelent meg az emlékére, nem sokkal a halálát követően.

## Diszkográfia
Pályája során kislemezt adott ki Franciaországban, 1964 és 1966 között, majd még további kettőt (a Québecből való visszatérését követően), 1970 és 1972 között.
Egyetlen nagylemeze Jocelyne címmel jelent meg, 1965 januárjában, ez az alábbi dalokat tartalmazta:
1. Les Garçons
2. Le Ciel ne lui a rien donné
3. On prétend que j'ai pleuré
4. La la la la la
5. Quelqu'un d'autre
6. Elle me l'a volé
7. Exodus
8. Nitty Gritty
9. Le Dimanche et le jeudi
10. J'avais un grand ami
11. À la fin tu gagneras
12. J'ai changé de pays

Halálának harmincadik évfordulójára, 2002 januárjában egy válogatásalbum (dupla CD) is megjelent a valaha rögzített dalaiból, a «Twistin The Rock» sorozat 19. darabjaként; ezen sorrendben az alábbi dalok szerepeltek:
- CD 1:

1. Il a tout pour lui
2. Je suis seule
3. La vie c'est bon
4. Non plus comme avant
5. Le dimanche et le jeudi
6. J'ai changé de pays
7. Il sera à moi
8. Pourquoi ?
9. Les garçons
10. Où serons-nous demain ?
11. La la la la la
12. Oui j'ai peur
13. Nitty gritty
14. Exodus
15. On prétend que j'ai pleuré
16. Le ciel ne lui a rien donné

- CD 2:

1. Quelqu'un d'autre
2. Elle me l'a volé
3. J'avais un grand ami
4. À la fin tu gagneras
5. Chaque fois que je rêve
6. Oui je crois à la vie
7. Tu n'as pas de cœur
8. C'est le moment
9. Regarde-moi
10. Mais ça valait la peine
11. Moi je veux croire à l'amour
12. Et je t'ai vu
13. Chantons plus fort
14. J'ai oublié
15. Reviendra-t-il encore
16. Allez pleurer sans moi

## Fordítás
- Ez a szócikk részben vagy egészben  a   Jocelyne című francia Wikipédia-szócikk fordításán alapul.  Az eredeti cikk szerkesztőit annak laptörténete sorolja fel. Ez a jelzés csupán a megfogalmazás eredetét és a szerzői jogokat jelzi, nem szolgál a cikkben szereplő információk forrásmegjelöléseként.